# Sven Jönsson (Lillie)
Sven Jönsson (Lillie af Greger Mattssons ätt), död 18 april 1609, var en svensk adelsman och häradshövding.

## Biografi
Sven Jönsson var son till Jöns Håkansson (Lillie) och Anna Jönsdotter. Han blev 1587 hovjunkare hos kung Johan III och blev 20 juni 1590 mönsterherre för Per Månssons östgöta knektar vid Skönberga. Sven Jönsson var 1592 häradshövding i Bråbo härad och blev 5 februari 1599 ledamot av överrätten i Jönköping. Han var en av riksrådesn domare vid riksdagen 1600 i Linköping, samt förde vid kung Karl IX:s eriksgata hertig Johans av Östergötland livfana. Sven Jönsson avled 1609 och begravdes i Häradshammars kyrka, där hans gravsten lades.

### Egendom
Sven Jönsson ägde gårdarna Gottenvik i Jonsbergs socken och Yxsta i Rogslösa socken. År 1589 tillbytte han sig från från hertig Johan gårdarna Hovgren i Jonsbergs socken och Ugglö i Häradshammars socken.

### Familj
Sven Jönsson gifte sig 21 oktober 1591 på Broxvik med Anna Eriksdotter (död 1635), dotter till riddaren Erik Månsson Ulfsparre och Estrid Jönsdotter (Stjärnbjälke).